# 카를로 카스트렌 내각
카스트렌 내각(핀란드어: Castrénin hallitus 카스트레닌 할리투스[*])은 핀란드 공화국의 두 번째 내각이다.
1919년 4월 17일부터 1919년 8월 15일까지 성립했다. 소수여당내각이었다.
| 직책                                                     | 성명              | 재임기간                        | 정당 | 정당          |
| -------------------------------------------------------- | ----------------- | ------------------------------- | ---- | ------------- |
| 총리 Pääministeri                                        | 카를로 카스트렌   | 1919년 4월 17일–1919년 4월 28일 |      | 국민진보당    |
| 외무장관 Ulkoasiainministeri                             | 칼 엔켈           | 1919년 4월 17일–1919년 8월 15일 |      | 무소속        |
| 외무장관 Ulkoasiainministeri                             | 루돌프 홀스티     | 1919년 4월 28일–1919년 8월 15일 |      | 국민진보당    |
| 외무장관보 Apulaisulkoasiainministeri                    | 레오 에른로트     | 1919년 4월 17일–1919년 8월 15일 |      | 스웨덴인당    |
| 법무장관 Oikeusministeri                                 | 카를 쇤데르홀름   | 1919년 4월 17일–1919년 8월 15일 |      | 스웨덴인당    |
| 전쟁장관 Sotaministeri                                   | 루돌프 발덴       | 1919년 4월 17일–1919년 8월 15일 |      | 무소속        |
| 내무장관 Sisäasiainministeri                             | 칼 보스슈라더     | 1919년 4월 17일–1919년 8월 15일 |      | 무소속        |
| 재무장관 Valtiovarainministeri                           | 아우구스트 람사위 | 1919년 4월 17일–1919년 8월 15일 |      | 스웨덴인당    |
| 종무교육장관 Kirkollis- ja opetusministeri               | 미카엘 소이니넨   | 1919년 4월 17일–1919년 8월 15일 |      | 청년 핀란드당 |
| 농무장관 Maatalousministeri                              | 퀴외스티 칼리오   | 1919년 4월 17일–1919년 8월 15일 |      | 농업동맹      |
| 운수공공장관 Kulkulaitosten ja yleisten töiden ministeri | 에로 에르코       | 1919년 4월 17일–1919년 8월 15일 |      | 국민진보당    |
| 상공장관 Kauppa- ja teollisuusministeri                  | 유호 벤놀라       | 1919년 4월 17일–1919년 8월 15일 |      | 국민진보당    |
| 사회장관 Sosiaaliministeri                               | 산테리 알키오     | 1919년 4월 17일–1919년 8월 15일 |      | 농업동맹      |
| 지역장관 Elintarveministeri                              | 미코 콜란         | 1919년 4월 17일–1919년 8월 15일 |      | 국민진보당    |
| 무임소장관 Salkuton ministeri                            | 미코 루오파얘르비 | 1919년 4월 17일–1919년 8월 15일 |      | 농업동맹      |

| 전임 제1차 잉그만 내각 | 제2대 핀란드 공화국의 내각 1919년 4월 17일–1919년 8월 15일 | 후임 제1차 벤놀라 내각 |